# وقاء الأذن

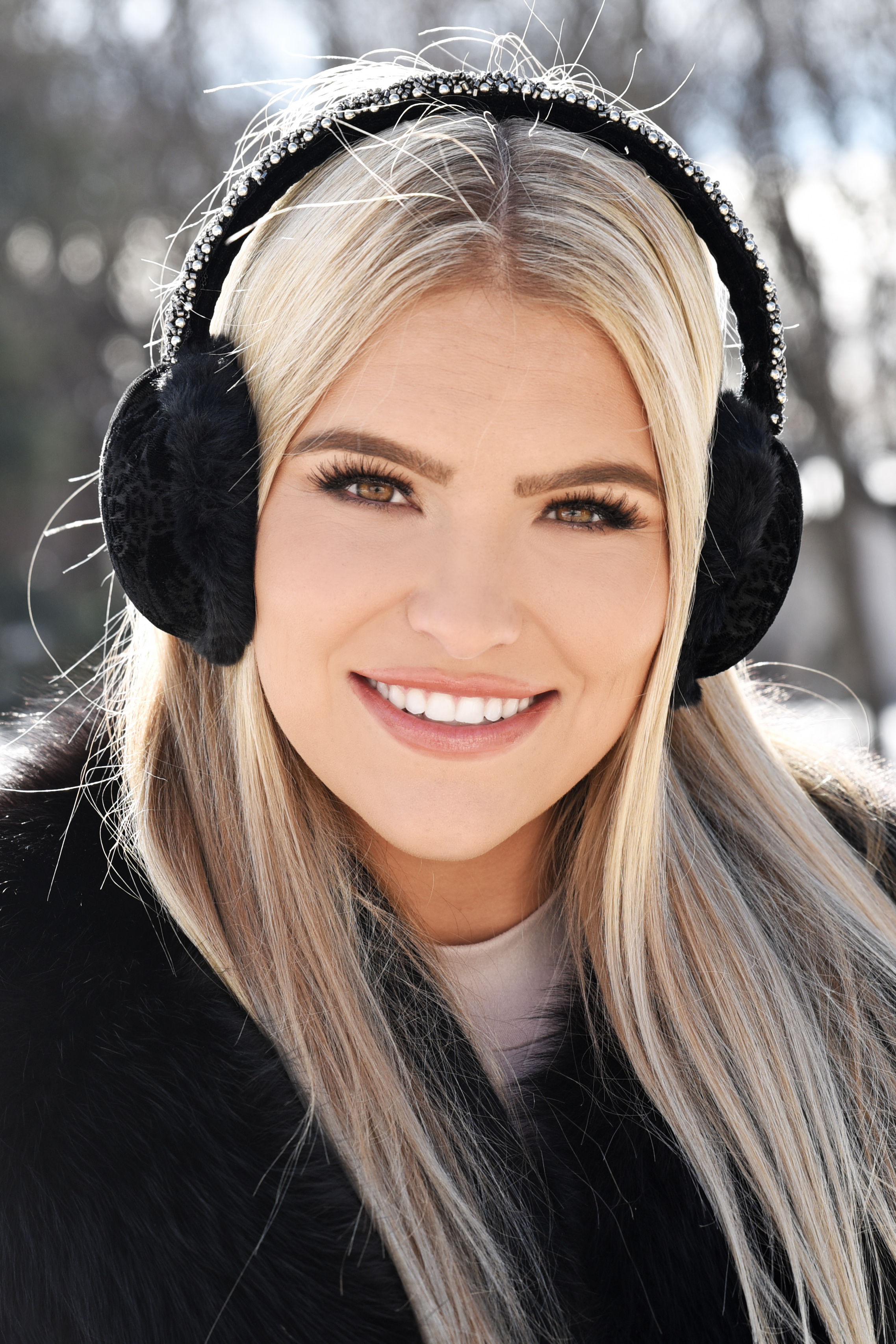
امرأة مرتدية وقاء أذن.

واقية الأذن أو وِقاء الأُذُن هو غطاء لحماية الأذنين من البرد و غيره.

## طالع المزيد
- سماعات رأس